# Steve Jobs (Buch)

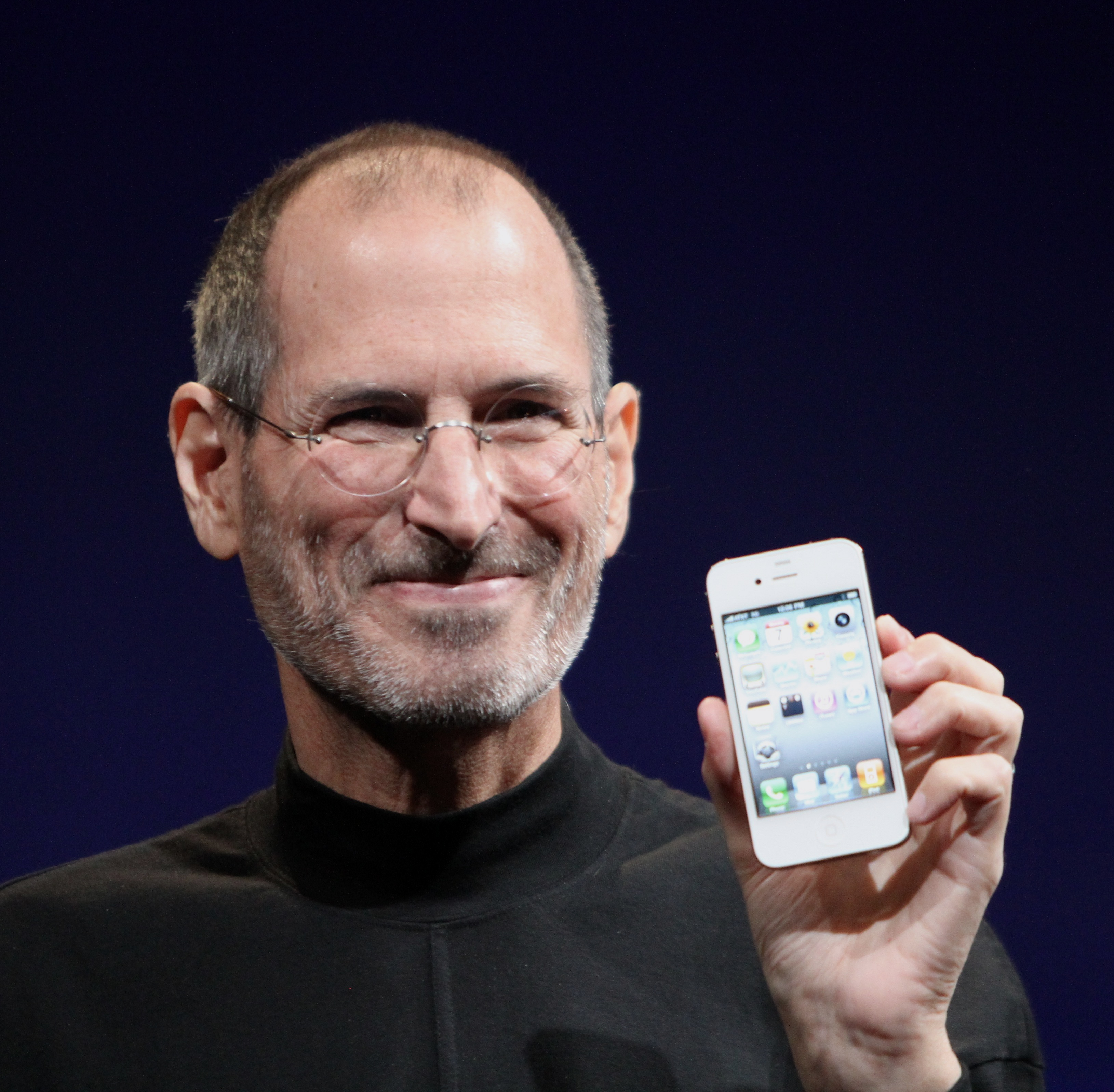
Steve Jobs zeigt ein iPhone 4 im 2010 Worldwide Developers Conference

Steve Jobs ist die autorisierte Biografie über Leben und Werk von Steve Jobs, die von Walter Isaacson geschrieben wurde. Sie trägt den Untertitel „Die autorisierte Biografie des Apple-Gründers“. Im englischen Original heißt sie schlicht „Steve Jobs“. Die erste Version erschien kurz nach Jobs’ Tod am 24. Oktober 2011 im Verlag Simon & Schuster, New York. Die erste Auflage in deutscher Übersetzung wurde nur wenige Tage später am 2. November 2011 im C. Bertelsmann Verlag veröffentlicht. Mittlerweile existieren zahlreiche weitere genehmigte Auflagen, etwa als Taschenbuch oder E-Book. 2015 wurde eine Filmadaption veröffentlicht, bei der Danny Boyle die Regie übernahm.

## Entstehung
In der Einleitung der Biografie beschreibt Isaacson ausführlich, wie das Werk entstanden ist: Steve Jobs nahm im Frühsommer 2004 erstmals Kontakt mit ihm auf, um über die Erstellung einer Biografie zu sprechen, da Isaacson zuvor bereits ähnliche Werke über Albert Einstein und Benjamin Franklin verfasst hatte. Nach eigenen Angaben lehnte Isaacson das Angebot zunächst ab, da er davon ausging, dass Jobs’ Karriere noch ein oder zwei Jahrzehnte andauern würde. Der Kontakt zwischen Isaacson und Jobs wurde im Jahr 2009 wieder enger. Ausschlaggebend für die Zusammenarbeit sei aber ein Gespräch zwischen Isaacson und Jobs’ Ehefrau Laurene Powell Jobs gewesen, die Isaacson auf Jobs’ gesundheitliche Probleme und insbesondere seine Krebserkrankung hingewiesen hatte. Den eigentlichen Beginn der Tätigkeit als Autor markiere ein Telefonat an Silvester im Jahr 2009, so Isaacson. Damals habe Jobs ihm erste Details über seine Kindheit und die Beziehung zu Hewlett-Packard berichtet.
In der Einleitung wird angeführt, dass Isaacson insgesamt etwa 40 Interviews mit Steve Jobs führte. Zusätzlich habe er mit über „100 Freunden, Verwandten, Konkurrenten, Gegnern und Kollegen“ gesprochen, um die Angaben des Apple-Gründers zu verifizieren. Die Biografie enthält noch vor der Einleitung eine Übersicht „Wichtiger Personen“, wobei jedoch nicht klar ist, ob es sich dabei ausschließlich um die Gesprächspartner von Isaacson oder auch andere Personen handelt.

## Inhalt
Die Biografie erzählt Leben und Werk der Hauptperson in abwechselnder Reihenfolge nach. Jobs und andere Personen werden dabei in der dritten Person dargestellt, während Isaacson als Erzähler in Ich-Form nur in der Einleitung auftritt. Bilder werden meist zu Beginn oder am Ende eines Abschnitts dargestellt. Insgesamt besteht die Biografie aus 41 Kapiteln, die wie folgt überschrieben sind:
1. „Kindheit: Verlassen und auserwählt“
2. „Ein seltsames Paar: Die beiden Steves“
3. „Der Aussteiger: Turn on, tune in ...“
4. „Atari und Indien: Zen und die Kunst des Game-Designs“
5. „Apple I: Turn on, boot up, jack in ...“
6. „Apple II: Der Beginn eines neuen Zeitalters ...“
7. „Chrisann und Lisa: Er, der verlassen wurde“
8. „Xerox und Lisa: Grafische Benutzeroberflächen“
9. „Börsengang: Ein reicher und berühmter Mann“
10. „Die Geburt des Mac: You say you want a revolution“
11. „Reality Distortion Field: Spiel nach eigenen Regeln“
12. „Das Design: Echte Künstler vereinfachen“
13. „Der Mac wird gebaut: Der Weg ist das Ziel“
14. „Auftritt Sculley: Die Pepsi-Herausforderung“
15. „10 - 9 - 8 …: Eine Delle im Universum“
16. „Gates und Jobs: Wenn sich Umlaufbahnen kreuzen“
17. „Ikarus: What goes up …“
18. „NeXT: Der entfesselte Prometheus“
19. „Pixar: Technologie trifft Kunst“
20. „Ein gemachter Mann: Love Is Just a Four Letter Word“
21. „Toy Story: Rettung naht für Buzz und Woody“
22. „The Second Coming: Welch räudiges Tier, des Zeit nun gekommen …“
23. „Die Erneuerung: For the loser now will be later to win“
24. „Think Different: Jobs als iCEO“
25. „Designprinzipien: Das Studio von Jobs und Ive“
26. „iMac: Hello (again)“
27. „CEO: Still Crazy After All These Years“
28. „Die Apple Stores: Genius Bar und Siena-Sandstein“
29. „Der digitale Knotenpunkt: Von iTunes zum iPod“
30. „Der iTunes Store: I'm the Pied Piper“
31. „Music Man: Der Soundtrack seines Lebens“
32. „Pixars Freunde … und Feinde“
33. „Macs für das 21. Jahrhundert: Apple ist etwas Außergewöhnliches“
34. „Runde eins: Memento mori“
35. „Das iPhone: Drei revolutionäre Produkte in einem“
36. „Runde zwei: Der Krebs kommt zurück“
37. „Das iPad: Aufbruch in das Post-PC-Zeitalter“
38. „Neue Kämpfe: Und die alten hallen nach“
39. „Bis zur Unendlichkeit: Die Cloud, das Raumschiff und darüber hinaus“
40. „Runde drei: Das Ringen mit der Dämmerung“
41. „Vermächtnis: The Brightest Heaven of Invention“